# Voix de l'Indonésie
Voix de l'Indonésie est une station de radio à diffusion internationale de l'Indonésie. Elle émet en modulation de fréquence et en ondes courtes ainsi que sur Internet depuis Jakarta. Elle pratique 10 langues: indonésien, français, anglais, coréen, chinois, japonais, espagnol, arabe et  thaï. Ses ondes couvrent l'Asie, le Pacifique, l'Europe, le Moyen-Orient, l'Afrique du Nord et l'Amérique du Sud. Elle vise les indonésiens expatriés comme les autres personnes habitant à l'étranger. Il s'agit d'une division de la Radio Republik Indonesia.